# اولیویه فونتنت
اولیویه فونتنت (انگلیسی: Olivier Fontenette؛ زادهٔ ۱۳ ژانویهٔ ۱۹۸۲) بازیکن فوتبال اهل فرانسه است.
از باشگاه‌هایی که در آن بازی کرده‌است می‌توان به باشگاه فوتبال پاری سن ژرمن، باشگاه فوتبال کورتریک، و باشگاه فوتبال استاد رنس اشاره کرد.